# Sant Gatxo
Sant Gatxo és un grup de música creat a la Vila Joiosa, Marina Baixa, País Valencià, el 1994. Són un referent a l'escena del rock alternatiu valencià, amb una llarga i reeixida trajectòria musical que els ha portat pels millors escenaris i festivals tant del País Valencià, com de Catalunya i les Illes.
Un grup compromés amb la realitat social que l'envolta i que tracta de plasmar eixe compromís tant a les lletres de les seues composicions, com als seus potents directes. Han estat guanyadors de diversos premis a concursos i ràdios. El tercer disc, Si tanque els ulls, va obtindre un reconeixement unànime de crítica i públic que li valgué el Premi Ovidi 2007 al millor disc de pop/rock en valencià.
El nom del grup prové de la paraula sangatxo, pròpia de la comarca de la Marina per a anomenar la part negra de la carn del peix blau com la melva, la tonyina o el bonítol.
El grup té 4 discs d'estudi i un disc en directe en format electro-acústic que es va editar en format DVD.

## Discografia
| Any  | Títol              | Discogràfica   | Comentaris                                                      |
| ---- | ------------------ | -------------- | --------------------------------------------------------------- |
| 1998 | Sant Gatxo         | 45 Revolucions |                                                                 |
| 2002 | Quan ja és tard    | Pocapela       |                                                                 |
| 2006 | Si tanque els ulls | autoedició     | Premi Ovidi 2007 al Millor Disc de Pop/Rock en Valencià de 2006 |
| 2012 | Llum               | autoedició     |                                                                 |
| 2016 | 20 anys            | autoedició     | DVD                                                             |

## Vídeos
- Entrevista a Sant Gatxo (2013)